# Phragmocephala atra
Phragmocephala atra är en svampart som först beskrevs av Berk. & Broome, och fick sitt nu gällande namn av E.W. Mason & S. Hughes 1951. Phragmocephala atra ingår i släktet Phragmocephala, divisionen sporsäcksvampar och riket svampar.   Inga underarter finns listade i Catalogue of Life.